# Pia Tassinari
Pia Tassinari (15 de setembre de 1903, Modigliana, Forlì - 15 de maig de 1995, Faenza) va ser una soprano italiana, més tard mezzosoprano, especialment associada amb els repertoris italià i francès, una de les cantants operístiques més populars d'Itàlia en els anys trenta i quaranta del segle xx.

## Vida i carrera
Nascuda com a Domenica Tassinari, va estudiar a Bolonya amb Cesare Vezzani i a Milà amb Marcantoni.
El seu debut als escenaris va ser al 1927 en el paper de Mimi, de La Bohème, a Casale Monferrato. Després va cantar àmpliament en molts teatres d'Itàlia abans de debutar a La Scala de Milà el 1932 amb l'estrena de Il favorito del re, de Veretti. També va cantar a Rússia i Amèrica del Sud, i va debutar al Metropolitan Opera de Nova York el 1947, com a Tosca. Va actuar a Nàpols, en un notable revival d'Il giuramento, de Saverio Mercadante, el 1955.
Va interpretar un ampli ventall de papers operístics, entre els quals el de Marguerite, de Mefistofele; Manon, de Manon Lescaut; Elisabeth, deTannhäuser; Elsa, a Lohengrin; Fedora; Suzel, de L'amico Fritz, etc. També va ser molt admirada en obres contemporànies de Zandonai, Wolf-Ferrari i Respighi, un tipus de repertori per al qual era constantment sol·licitada.
A la dècada de 1950, a mesura que la seva veu s'enfosquia, va abordar amb èxit papers de mezzosoprano, en particular Carmen, Charlotte, Amneris i Ulrica.
Estava casada amb el tenor Ferruccio Tagliavini amb qui apareixia sovint a l'escenari i també en enregistraments discogràfics: Un ballo in maschera, Martha, Werther, L'arlesiana, i sobretot L'amico Fritz, dirigida pel mateix Pietro Mascagni. Però també és possible escoltar Tassinari en enregistraments en solitari de les seves òperes habituals, i en cançons populars.
Pia Tassinari tenia una bella veu de gran abast, i aportava una calidesa, sensibilitat i refinament considerables a tot el que cantava.